# Tratado de Livre-Comércio entre Estados Unidos e Panamá
O Tratado de Livre Comércio entre Estados Unidos e Panamá, firmado entre os governos dos Estados Unidos e do Panamá em 28 de junho de 2007 na cidade de Washington, D.C. e que entrou em vigor em outubro de 2012. Em compensação, os líderes do Congresso declararam que não aprovarão o tratado de livre comércio com o Panamá devido ao fato de que Pedro Miguel González preside a Assembleia Nacional do Panamá (desde 1 de setembro de 2007). O governo estadunidense acusa González de matar um soldado estado-unidense no Panamá no ano de 1992.[carece de fontes?]